# 855
Évszázadok: 8. század – 9. század – 10. század
Évtizedek: 800-as évek – 810-es évek – 820-as évek – 830-as évek – 840-es évek – 850-es évek – 860-as évek – 870-es évek – 880-as évek – 890-es évek – 900-as évek
Évek: 850 – 851 – 852 – 853 –  854 – 855 – 856 – 857 – 858 – 859 – 860

## Események

### Európa
- III. Mikhaél bizánci császár tizenöt évesen elvben nagykorúvá válik, de a két régens (anyja, Theodóra és az eunuch Theoktisztosz) kicsapongó életmódjára hivatkozva nem adják neki a hatalmat. Az udvarba hívatják a birodalom eladósorban lévő nemeshölgyeit és Eudokia Dekapolitissza személyében feleséget választanak a fiatal császárnak, annak ellenére, hogy az a szeretőjébe, Eudokia Ingerinába szerelmes. Mikhaél visszahívja a száműzetésből nagybátyját, Bardaszt és segítségével meggyilkolja Theoktisztoszt és magához ragadja a hatalmat (egyelőre társuralkodóként anyja mellette).
- I. Lothár frank császár súlyosan megbetegszik és szeptemberben meghal. Az általa uralt Középső frank királyságot a prümi szerződésben szétosztja három fia között: a legidősebb II. Lajos Itáliát és a császári címet kapja, II. Lothár Lotharingiát (Németalföldet és Alsó-Burgundiát), Károly pedig Felső-Burgundiát és Provence-ot.
- Kopasz Károly nyugati frank király Aquitánia királyává koronáztatja hét éves fiát, Gyermek Károlyt.
- Német Lajos keleti frank király hadsereget vezet a lázadó Rasztiszlav morva fejedelem ellen, aki erős váraiba húzódik vissza. Lajos nem kockáztatja a hosszú ostromot és visszafordul. A morvák megtámadják a táborát, de visszaveri őket.
- A dán Dorestadi Rorik fríziai herceg és unokatestvére, Godfrid Haraldsson Dániába mennek, hogy megszerezzék a trónt a kiskorú II. Horiktól, ám visszaverik őket. Távollétükben vikingek kifosztják Dorestadot és Utrechtet.
- A korábban II. Lajoshoz menekült II. Sico salernói herceg nagykorúvá válik és hazatér, hogy visszaszerezze trónját, de megmérgezik.
- Æthelwulf wessexi király legkisebb fia, Alfred társaságában Rómába zarándokol. Wessexet legidősebb fiára, Æthelbaldra, a vazallus Kentet Æthelberhtre bízza.
- Meghal IV. Leó pápa, utódjául III. Benedeket választják meg, ám Arsenius ortei püspök ráveszi a császári legátusokat, hogy érvénytelenítsék a választást és a püspök unokaöccsét, Anastasiust tegyék meg az egyház fejévé. Az általános felháborodás hatására Benedek két hónappal később visszakapja trónját.[1]

### Abbászida Kalifátus
- A felső-egyiptomi bedzsák fellázadnak és megtagadják az aranybányáik utáni adófizetést. Al-Mutavakkil kalifa sereget küld ellenül, legyőzik a bedzsák királyát és ismét adófizetésre kényszerítik őket.

## Születések
- I. Guaimar, salernói herceg

## Halálozások
- július 17. – IV. Leó, római pápa[1]
- szeptember 29. – I. Lothár, frank császár
- november 20. - Theoktisztosz, bizánci régens
- Ahmad ibn Hanbal, muszlim teológus, jogtudós
- Metzi Drogo, Nagy Károly fia
- II. Sico, salernói herceg

## Fordítás
- Ez a szócikk részben vagy egészben  a(z)   855 című angol Wikipédia-szócikk ezen változatának fordításán alapul.  Az eredeti cikk szerkesztőit annak laptörténete sorolja fel. Ez a jelzés csupán a megfogalmazás eredetét és a szerzői jogokat jelzi, nem szolgál a cikkben szereplő információk forrásmegjelöléseként.